# Менестрель

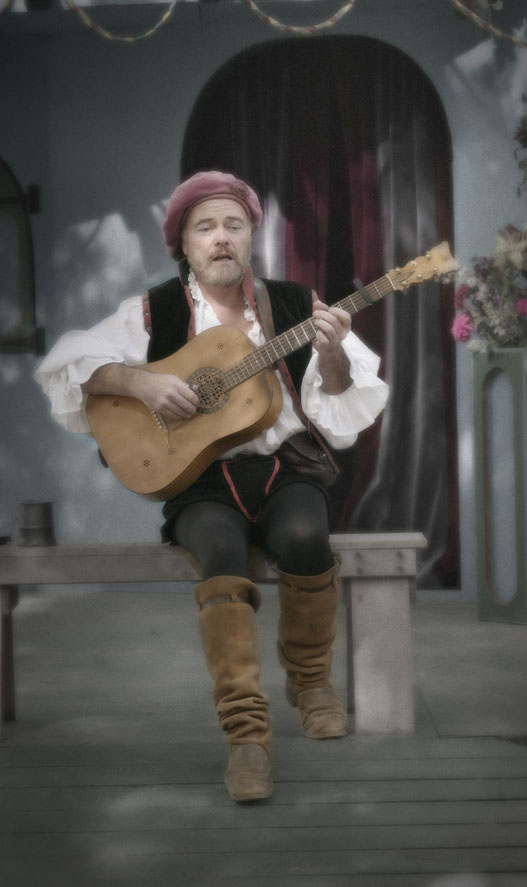
Оуен Пфайв — сучасний менестрель

Менестре́ль (фр. ménestrier від лат. ministerialis — «слуга») — 1) загальна назва поета-музиканта (у тому числі жіночої статі), професійного артиста Середньовіччя (з XII ст.) та раннього Відродження, який заробляє співом і грою на музичних інструментах з пам'яті. Близьке за значенням слово «жонглер» (фр. jongleur) зазвичай трактується ширше, тобто це не тільки музикант, а й оповідач, блазень, фокусник, акробат. Через усний характер музичної творчості менестрелів збереглося мало нотних рукописів; сучасні реконструкції культури і побуту менестрелів спираються, переважно, на літературні й іконографічні свідчення. 2) середньовічний поет-співак в романтичній літературі XIX століття; 3) починаючи з XX століття — поети-музиканти і виконавці авторської пісні (професіонали або аматори) у рольовому середовищі, або виконавці з рольовим ухилом.
У середньовічних латинських текстах менестрелями називали різних за своїм соціальним станом осіб, що перебували на особистій службі у сеньйора і виконували при ньому певні обов'язки (ministerium); міністеріалем в цьому сенсі, тобто «служителем», міг називатися і придворний поет (versificator) або блазень (joculator), але слово «менестрель» не означало виключно поетичне ремесло. У пізньосередньовічних французьких і англійських текстах (після XIII століття) цей термін вживається як синонім до термінів трувер, жонглер. Часом це слово має дещо зневажливий відтінок на означення лицедіїв нижчого сорту («Брудний менестрель» — в «Jeu de Robin et de Marion»).
З XIV століття словом менестрель називають, переважно, світських професійних музикантів. Отже, всі відомості, які маємо про менестрелів XIV—XVIII ст., зокрема, про їхні цехові організації (ménestrandie) у містах Франції та Англії, відносяться радше до історії музичного, а не літературного побуту.